# Brođani
Brođani je naselje u Republici Hrvatskoj, u sastavu Grada Karlovca, Karlovačka županija. 
Selo Brođani smješteno je na desnoj obali Kupe 13 km istočno od Karlovca. Do 1948. pod nazivom Gliboki Brod (Brođani i Brežani). Do Domovinskog rata kroz Brođane je prolazila željeznička pruga Karlovac – Sisak. Pruga, kao i most, su uništeni u ratu a polovica mosta stoji kao podsjetnik na ratna razaranja.

## Stanovništvo
Prema popisu stanovništva iz 2001. godine, naselje je imalo 124 stanovnika te 52 obiteljskih kućanstava.
| broj stanovnika |       |       |       |       |       | 214   | 222   |       | 217   | 211   | 202   | 168   | 133   | 188   | 124   | 141   | 38    |
|                 | 1857. | 1869. | 1880. | 1890. | 1900. | 1910. | 1921. | 1931. | 1948. | 1953. | 1961. | 1971. | 1981. | 1991. | 2001. | 2011. | 2021. |